# シンガトカ

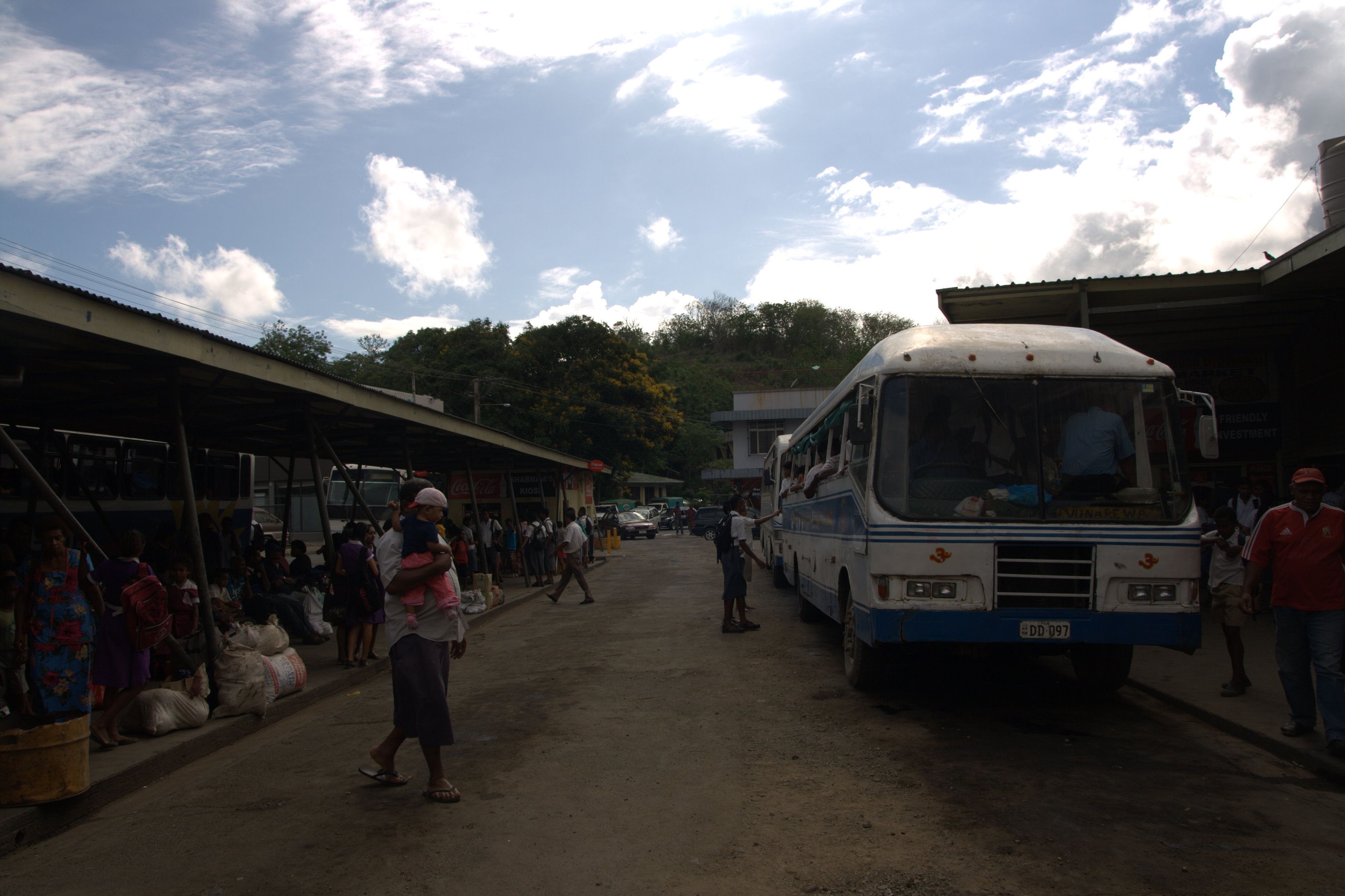
シンガトカ・バスターミナル

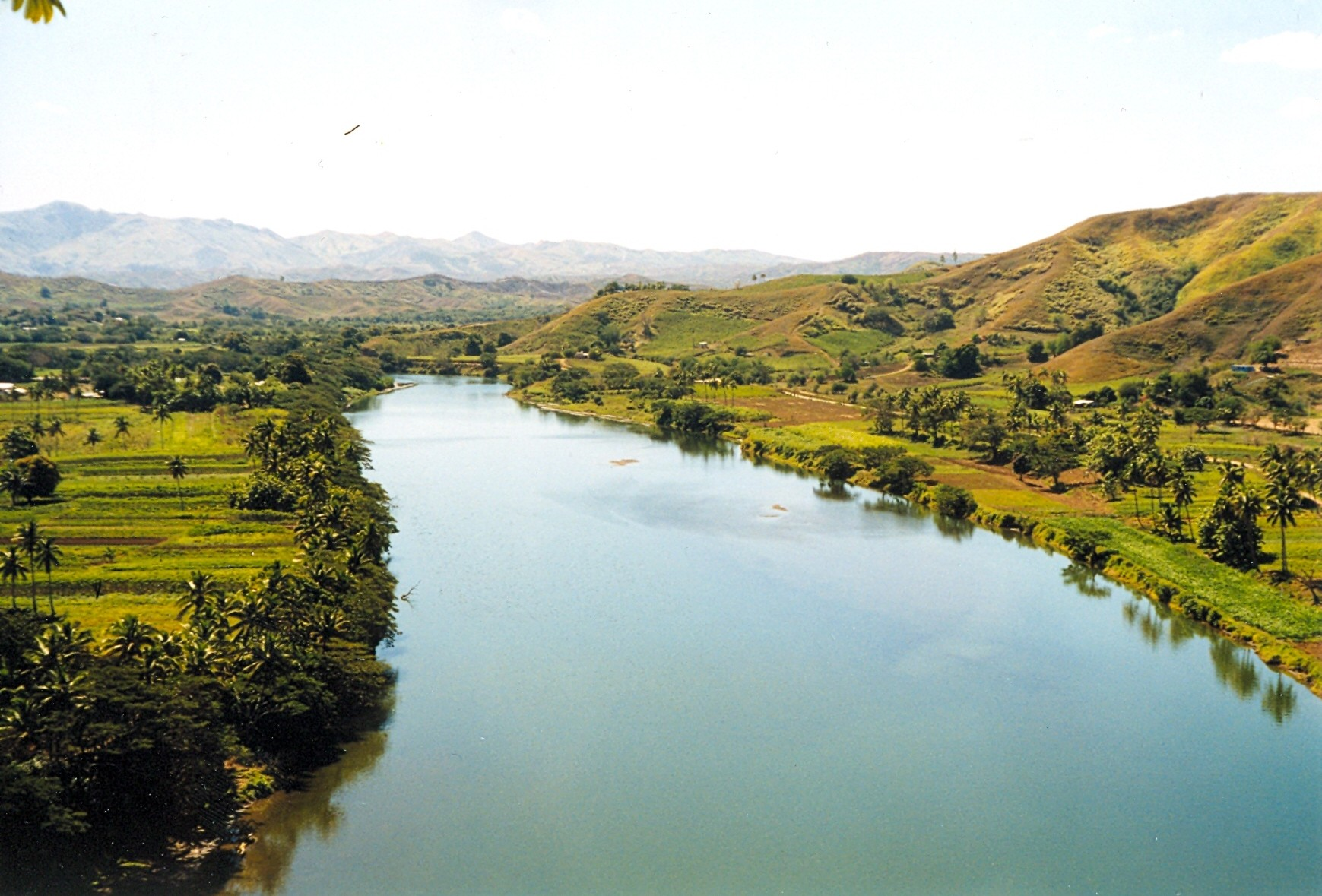
シンガトカ川

シンガトカ（Sigatoka）は、フィジーの都市。フィジー語の発音に従い、シガトカではなくシンガトカと記述する方が原音に近い。ビティレブ島南西部に位置し、シンガトカ川の河口に位置する。都市名は河川名に由来する。ナンディから69km離れている。人口10,509人（2017年国勢調査）。西部地域に属するナドロンガ・ナヴォサ州の中心都市である。
シンガトカの名物は、街中の立派なモスクと、少し離れたクルクル村にあるシンガトカ大砂丘、それに100種500羽のさまざまな熱帯鳥類を集めた野鳥園であるクラ・エコ・パークである。また、シンガトカから西の海岸はその美しさのためコーラル・コーストの名で観光開発が進められ、多くのリゾートホテルが立ち並ぶエリアとなっている。
シンガトカは1959年に町へと昇格し、定数10名、任期3年のシンガトカ町評議会によって治められている。2005年10月22日の選挙では、フィジー連合党とフィジー同盟党の連立が全議席を獲得した。
1912年から1923年にかけて、シンガトカ渓谷のバナナ農園で細菌性のバナナの疫病が発生し、バナナ栽培に大きな打撃を与えた。この病気はイエロー・シガトカ病と名づけられた。その後、この病気に類似してより毒性の高い病気が発生したとき、その病気はブラックシガトカ病と名づけられた。
シンガトカ渓谷はフィジー最大の野菜生産地帯であるため、シンガトカはフィジーのサラダボウルと呼ばれる。また、コーラルコーストの観光業やサトウキビの生産もシンガトカの重要産業である。市内には5つの小学校と高校があり、病院もある。ラウトカやナンディと首都スバを結ぶクイーンズ・ロードの沿線にあり、両地区の中継地点としても重要である。